# 우르두어 문학
우르두어 문학(ادبیات اردو)은 우르두어로 쓰인 문학이다. 13세기 초에 델리를 중심으로 이슬람 왕조가 수립되자 공용어이던 페르시아어와 이 지방의 인도어 사이의 접촉 및 혼합의 결과 생겨났으며 현재 파키스탄 외에 인도 이슬람교도의 언어로 되어 있다. 우르두어는 오랫동안 페르시아어의 세력에 밀려 주로 일상 대화 용어로 사용되었으나, 16세기경부터 남부 인도 데칸 지방에서 시작상(詩作上)의 언어가 되고, 18세기 이후는 델리나 러크나우를 중심으로 다수의 우수한 시인이 배출되어, 주로 서정시·송시(頌詩)·만가(挽歌)가 불리었다. 산문학은 19세기 초부터 번역을 통해 본격적으로 시작되어, 19세기 중엽 이후 전기·소설·평론을 주로 하여 산문학의 융성기를 이루었다. 이는 아리가르 운동에 의존하는 바가 지대하였다. 20세기에는 단편소설에 주력이 경주되는 동시에 장편소설도 상당히 발표되고 시도 전통적 수법을 벗어나 사회·자연 등 새로운 테마에 대해 읊어지게 되었다. 우르두 문학은 인도·이슬람의 최대의 문학 유산이라 평가되고 있다.

## 예시
- اورنگزیب عالمگیر
- رتبیتوڈزیاگننئامییپاخؿ

## 참고 자료
- 이 문서에는 다음커뮤니케이션(현 카카오)에서 GFDL 또는 CC-SA 라이선스로 배포한 글로벌 세계대백과사전의 내용을 기초로 작성된 글이 포함되어 있습니다.